# هولاتا
حولاتة (بالعبرية: חולתה، חולתא)، أو هولاتا (بالإنجليزية: Hulata)، هي قيبوص في شمال إسرائيل. تقع في وادي الحولة، وتقع ضمن اختصاص مجلس الجليل الأعلى الإقليمي. في عام 2018 كان عدد سكانها 669.

## تاريخ
تم تأسس حولاتة في عام 1937 كقرية صيد الأسماك بواسطة غار بلعين من همحنوت هعوليم (عبرية: המחנות העולים) الشباب أعضاء المجموعة. كان اسمه على موقعها في وادي الحولة. بعد استنزاف من الحولة والمستنقعات ، ومن ثم بدأ السكان يعملون في الزراعة.
تأسس الكيبوتس على أراضٍ تابعة لقرية الحسينية الفلسطينية.